# Robert G. Ingersoll

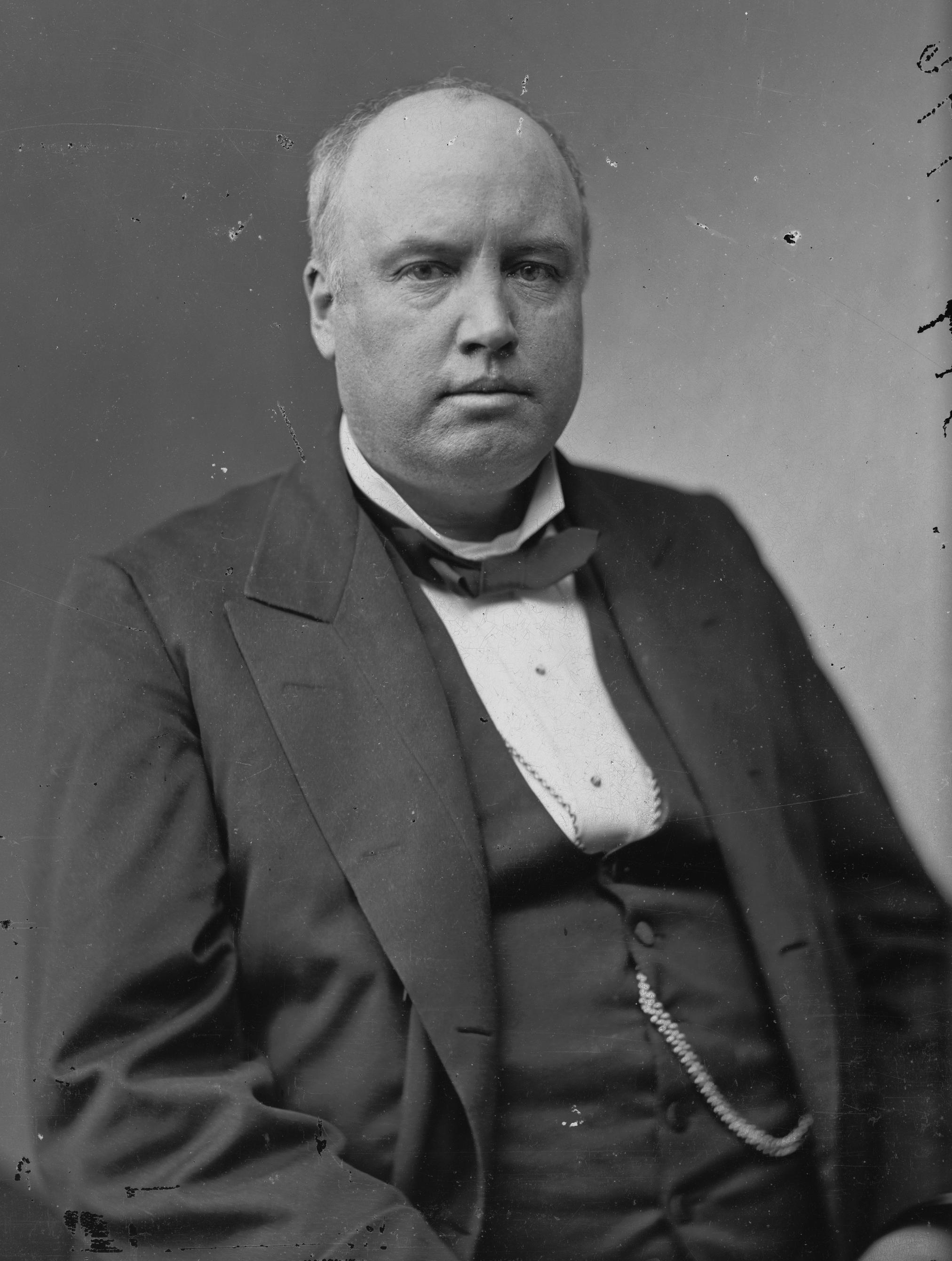
Robert G. Ingersoll

Robert Green Ingersoll (* 11. August 1833 in Dresden, Yates County, New York; † 21. Juli 1899 in Dobbs Ferry, New York) war ein Rechtsanwalt und Politiker sowie einer der führenden US-amerikanischen Redner im späten 19. Jahrhundert. Er war einer der profiliertesten Vertreter der damals florierenden Freidenkerei und Vater der Frauenrechtlerin Eva Ingersoll Brown.

## Leben
Ingersolls Vater John war ein presbyterianischer Geistlicher, der wegen seines Eintretens gegen die Sklaverei oft seinen Wirkungsort wechseln musste. 1854 erhielt Robert Ingersoll die Zulassung als Rechtsanwalt; 1857 ließ er sich in Peoria (Illinois) nieder.
Im Bürgerkrieg kämpfte Ingersoll im Heer der Nordstaaten, in dem er den Dienstgrad eines Colonel innehatte. Danach engagierte er sich politisch in der Republikanischen Partei und wirkte von 1867 bis 1869 als Attorney General von Illinois.
Zwar verhinderte sein erklärter Agnostizismus den Fortgang seiner politischen Karriere, jedoch wurde er zu einem der berühmtesten Vortragsredner seiner Zeit und wurde wegen seiner herausragenden Rhetorik in einem Atemzug mit Mark Twain und Charles Dickens genannt. Seine religionskritische Haltung trug ihm sowohl Feindschaft wie Bewunderung ein.
Im Jahr 1862 heiratete Ingersoll Eva Amelia Parker (1841–1923), mit der er zwei Töchter hatte. Die ältere Tochter, Eva Ingersoll Brown, war eine Feministin und setzte sich mit anderen Damen der gehobenen Schicht für das Frauenwahlrecht ein.
1899 starb Ingersoll an Herzversagen. Seine Reden wurden bald nach seinem Tod von seinem Schwager Clinton P. Farrell gesammelt und in zwölf Bänden herausgegeben. Sein Freund Alois Zotz übersetzte Werke Ingersolls noch zu dessen Lebzeiten ins Deutsche.

## Schriften
- The Liberty of man, woman, and child. 1877
  - Die Freiheit des Menschen. Verlag der Freireligiösen Landesgemeinde Württemberg, Stuttgart 1963
- The works of Robert G. Ingersoll. 12 Bände. The Dresden Publishing Co, New York 1902 (Online im Internet Archive)
- What’s God Got to Do with It? Robert Ingersoll on Free Thought, Honest Talk and the Separation of Church and State. Herausgegeben von Tim Page. Steerforth Press, 2005
- Die Götter. Deutsch von Alois Zotz. Peoria, Ill., R. Eichenberger 1872